# Капусткин, Анатолий Дмитриевич
Анатолий Дмитриевич Капусткин (26 февраля 1917 года — 1973 год) — наладчик оборудования Рязанской чаеразвесочной фабрики Министерства пищевой промышленности РСФСР. Герой Социалистического Труда (1971).
В 1970 году досрочно выполнил личные социалистические обязательства и плановые производственные задания Восьмой пятилетки (1965—1970). Указом Президиума Верховного Совета СССР от 26 апреля 1971 года «за выдающиеся успехи, достигнутые в выполнении заданий пятилетнего плана по развитию пищевой промышленности» удостоен звания Героя Социалистического Труда с вручением ордена Ленина и золотой медали Серп и Молот.